# 松阪市立第五小学校
松阪市立第五小学校（まつさかしりつ だいごしょうがっこう）は三重県松阪市の市立小学校。1873年（明治6年）11月に田原学校として創立した。旧神戸村に位置するこの学校は、神戸尋常小学校や神戸尋常高等小学校を名乗っていたことがある。付近の人口増加に伴い児童数が増えたため、1980年（昭和55年）に松阪市立徳和小学校を分離した。校舎は久保町だが運動場は垣鼻町。
運動場にあるいちょうの木はシンボルとなっている。1930年代に植えられた木で、2006年（平成18年）には枯れる寸前まで危機が迫ったが、卒業生で結成された「イチョウを守る会」が保護を行い、再生した。
本校には、オリジナルの体操である「ときわ体操」なるものが存在する。2015年まで必要に応じて屈伸、伸脚など数種類の体操を追加で組み込みながらこの体操が使用されていたが、2016年からはラジオ体操が採用された。

## 歴史
第二・第三・第四小学校が第一小学校から分離独立して開校したのに対し、第五小学校は1873年（明治6年）11月、薬師寺を校舎として創立した田原学校を起源とする。田原学校は1876年（明治9年）5月に垣鼻学校へ改称した。垣鼻学校は1882年（明治15年）9月に大津学校、東岸江学校、矢川学校を統合して分校とし、常盤学校に改称した。1884年（明治17年）7月、東岸江分校と矢川分校はそれぞれ独立した。
常盤学校は1887年（明治20年）4月に愛正学校を統合、垣鼻尋常小学校に改称し、1890年（明治23年）2月に神戸尋常小学校へ改称した。1901年（明治34年）4月に高等科を併設したことにより神戸尋常高等小学校に改称、1911年（明治44年）1月には実業補習学校も併設した。時期不明ながら、青年訓練所も併設している。
1931年（明治6年）4月、松阪第五尋常高等小学校に改称した後、1941年（昭和16年）4月に国民学校令により松阪第五国民学校へ改称、1947年（昭和22年）4月、松阪市立第五小学校に改称した。
1961年（昭和36年）4月1日、校舎を貸与して私立三重高等学校が開校した。三重高校は同年8月、久保町に新校舎落成に伴い移転した。1980年（昭和55年）4月、松阪市立徳和小学校を分離した。

## 校区
※は、一部の番地で学区（校区）が異なる。市立中学校に進学する場合、大部分が松阪市立久保中学校の校区に含まれるが、一部鎌田中学校の学区に含まれる。
- 幸生町
- 大津町
- 田原町
- 垣鼻町※
- 久保町※
- 下村町※
- 駅部田町※

## 児童数
2011年現在の児童数は498人であった。2016年5月1日現在の児童数は20学級538人、教員数は31人。

## 学級
クラス名は「松」「竹」「梅」の基本3クラスに分けられる。学年人数が多い場合には過去に「桜」というクラスが作られることもあった。また、学年の人数が少ない場合は基本的に「松」と「竹」に分けられるが、少人数希望の署名が募られた学年は1クラスの人数を少なくして上記の基本3クラスに分けられる。